# گذر سیف
گذر سیف مربوط به دوره صفوی است و در شهرستان یزد، بخش مرکزی، شهر شاهدیه، خیابان مسجد جامع، گذر تاریخی سیف واقع شده و این اثر در تاریخ ۱۵ دی ۱۳۸۷ با شمارهٔ ثبت ۲۴۳۵۸ به‌عنوان یکی از آثار ملی ایران به ثبت رسیده است.